# Bedeckung (Militär)
Die Bedeckung ist eine größere oder kleinere Truppenabteilung zur Sicherung einzelner Personen oder kleinerer Einheiten, z. B. von Kurieren, rekognoszierenden Offizieren, detachierter Artillerie oder solcher Abteilungen, die selbst kampfunfähig sind.
Bedeckungen von Gefangenentransporten haben gleichzeitig für die Bewachung der Gefangenen zu sorgen.
Vergleichbare Abteilungen sind die Eskorte und der Konvoi. Zedler verwendete im 18. Jahrhundert  in seinem Universallexikon alle drei Begriffe noch synonym und  verstand darunter ein Geleite, mit welchem man der Armee alles dasjenige, woran sie etwan Mangel hat, zuführet.